# Fredrik Stjernvall
Fredrik Gustaf Stjernvall, född den 27 juni 1767 i Padasjoki, död den 30 januari 1815 i Tavastehus, var en finländsk militär och ämbetsman. Han tillhörde ätten Stjernvall och var bror till Carl Johan Stjernvall. 
Stjernvall blev 1783 fänrik vid arméns flottas finska eskader, idkade 1784–1785 militära studier i Tyskland och Frankrike och var 1786–1788 underlöjtnant vid det franska regementet Royal suédois. Han blev 1789 premiärlöjtnant vid Savolax fältjägarkår och deltog som stabsadjutant hos brigadchefen von Stedingk i finska kriget 1789–1790. 
Vid utbrottet av 1808 års krig befann han sig som major i garnisonstjänst på Sveaborg, där hans krigarbana avbröts genom fästningens kapitulation. Han tog 1810 avsked ur svensk tjänst och blev samma år utnämnd till landshövding i Nylands och Tavastehus län. Den viktigaste uppgift, som ålåg honom, var att återuppbygga det förstörda Helsingfors och omskapa det till Finlands huvudstad, men huvudledningen av denna angelägenhet tillföll snart Johan Albrecht Ehrenström. Stjernvall deltog 1812 ivrigt i planerna på att uppsätta en finsk nationell krigsmakt.

## Utmärkelser
- Riddare av Svärdsorden,  1790[2]
- Sankt Annas orden, första klass,  1812[2]

[Redigera Wikidata]